# 英國參謀長委員會
英國參謀長委員會（英語：Chiefs of Staff Committee）由英國武裝部隊中最高級的軍事人員組成，他們就作戰軍事事務以及軍事行動的準備和實施提供建議。英國參謀長委員會由英國國防參謀長擔任主席兼武裝部隊負責人。

## 歷史
參謀長委員會最初成立於1923年，是帝國國防委員會的一個下屬委員會。直到1939年第二次世界大戰爆發，帝國國防委員會被廢除為止。該委員會最初是由三個軍種的領導人所組成，即第一海務大臣、英國陸軍總參謀長和空軍參謀長。各部門負責人輪流擔任委員會主席。
第二次世界大戰期間，該委員會是戰時內閣的一個小組委員會，除了三名軍種首長之外，還有一名額外成員，即黑斯廷斯·伊斯梅將軍爵士，擔任其秘書。該委員會還成立了小組委員會，包括聯合規劃參謀部和聯合情報委員會。參謀長委員會負責英國武裝部隊部分戰爭工作的總體實施。當事務需要英美聯合決策時，參謀長委員會成員組成聯合參謀長會議，與美國同行一起開會，稱為美國參謀長聯席會議。美國參謀長聯席會議總部設在美國首都華盛頓哥倫比亞特區，因此大部分時間都由英國聯合參謀團代表英國出席會議。
第二次世界大戰後，參謀長委員會移交給英國國防部。
1955年，政府決定設立參謀長委員會主席一職。該職位於1956年1月1日設立，唯一擔任此職位的人是英國皇家空軍元帥威廉·迪克森爵士，他一直任職到1959年1月1日，當時他成為第一任英國國防參謀長。1964年，英國陸軍總參謀長一職被終止。